# Щърково
 Тази статия е за селото в България.  За селото в Гърция вижте Щърково (дем Преспа).  
Щърково е село в Южна България. То се намира в община Лесичово, област Пазарджик. Разположено е на 14 км от общинския център и на 15 км от областния град. 

## Личности
- Стоимен Стоименов (р. 1942), български офицер, генерал-майор

## Галерия
- Площадът
- Църквата
- На влизане в Щърково